# Седівілл (Кентуккі)
Седівілл (англ. Sadieville) — місто (англ. city) в США, в окрузі Скотт штату Кентуккі. Населення — 320 осіб (2020).

## Географія
Седівілл розташований за координатами 38°23′30″ пн. ш. 84°32′11″ зх. д. / 38.39167° пн. ш. 84.53639° зх. д. (38.391711, -84.536434).  За даними Бюро перепису населення США в 2010 році місто мало площу 2,82 км², з яких 2,75 км² — суходіл та 0,07 км² — водойми.

## Демографія
Згідно з переписом 2010 року, у місті мешкали 303 особи в 114 домогосподарствах у складі 85 родин. Густота населення становила 108 осіб/км².  Було 137 помешкань (49/км²).
Расовий склад населення:
| - 97,4 % — білих - 0,3 % — азіатів |

До двох чи більше рас належало 2,3 %. Частка іспаномовних становила 2,0 % від усіх жителів.
За віковим діапазоном населення розподілялося таким чином: 27,1 % — особи молодші 18 років, 64,0 % — особи у віці 18—64 років, 8,9 % — особи у віці 65 років та старші. Медіана віку мешканця становила 37,1 року. На 100 осіб жіночої статі у місті припадало 103,4 чоловіків;  на 100 жінок у віці від 18 років та старших — 106,5 чоловіків також старших 18 років.
Середній дохід на одне домашнє господарство  становив 57 394 долари США (медіана — 43 000), а середній дохід на одну сім'ю — 57 265 доларів (медіана — 46 875). За межею бідності перебувало 10,5 % осіб, у тому числі 13,7 % дітей у віці до 18 років та 7,4 % осіб у віці 65 років та старших.
Цивільне працевлаштоване населення становило 106 осіб. Основні галузі зайнятості: виробництво — 28,3 %, роздрібна торгівля — 16,0 %, освіта, охорона здоров'я та соціальна допомога — 12,3 %.